# Hennie Spijkerman
Hennie Spijkerman (Zwolle, 28 oktober 1950) is een Nederlands voetbaltrainer. Voorheen was hij professioneel voetballer. 

## Loopbaan
Spijkerman speelde als keeper bij PEC Zwolle en Go Ahead Eagles. Hij maakte als 18-jarige in het seizoen 1968/69 zijn debuut voor PEC in de Tweede divisie. Na dat seizoen vertrok hij naar Go Ahead, waar hij in eerste instantie deel uitmaakte van het voetbalinternaat. Na het vertrek van Nico van Zoghel werd hij in 1973 eerste keeper bij Go Ahead. Hij had in zijn loopbaan te kampen met verschillende blessures en in 1979 werd hij vanwege een slopende dijbeenblessure definitief afgekeurd.
Hij begon zijn trainerscarrière bij de jeugd van Go Ahead Eagles, gevolgd door de amateurs van Rohda Raalte en SV Urk, en de profs van VVV en FC Emmen. Op 8 oktober 2003 stapte Spijkerman over van Emmen naar FC Zwolle, waar hij op 19 januari 2006 vertrok wegens problemen met een groep zogenaamde supporters. Door Henk ten Cate, die hem nog kende van hun gezamenlijke tijd bij Go Ahead, werd Spijkerman in 2006 aangenomen als assistent-trainer bij Ajax. In juli 2008 verruilde Spijkerman door de komst van Marco van Basten het assistentschap voor een functie als scouting-coördinator bij Ajax.
Begin 2010 was Spijkerman tijdelijk hoofdtrainer van HFC Haarlem, een club waar Ajax een samenwerkingsverband mee had. Toen Haarlem failliet ging, vertrok Spijkerman naar Ajax Cape Town. Daar werd hij technisch directeur.
In januari 2011 werd de Zwollenaar assistent-trainer van Ajax 1. Hij vormde tot medio 2016 samen met hoofdtrainer Frank de Boer en assistent-trainer Dennis Bergkamp de technische staf van Ajax. Onder de coaches Peter Bosz (2016/2017) en zijn opvolger Marcel Keizer was hij eveneens assistent-trainer. Op 21 december 2017 werd hij samen met Keizer en Dennis Bergkamp op non-actief gesteld in afwachting van zijn ontslag. Wisselvallige resultaten van Ajax 1 waren daar debet aan.
In de zomer van 2018 werd Hennie Spijkerman assistent van Danny Buijs bij FC Groningen. Na het seizoen 2018/2019 nam hij afscheid van FC Groningen om vervolgens aan de slag te gaan als assistent-trainer bij sc Heerenveen. In 2023 keerde Spijkerman na 25 jaar weer terug bij SV Urk om als interim-trainer aan de slag te gaan na het vertrek van Gert-Jan Karsten.

## Privéleven
Spijkerman is een telg uit een grote sportieve Zwolse familie. Zijn broer Hans Spijkerman (1947-2020) was een nationaal kampioen zwemmen. Een andere broer, Peter Spijkerman (1961), leidt de organisatie Nationaal Coördinator Groningen (NCG).

## Statistieken
| Seizoen | Club            | Land      | Competitie     | Duels | Goals |
| ------- | --------------- | --------- | -------------- | ----- | ----- |
| 1968/69 | PEC             | Nederland | Eerste divisie | 12    | 0     |
| 1969/70 | Go Ahead Eagles | Nederland | Eredivisie     | 0     | 0     |
| 1970/71 | Go Ahead Eagles | Nederland | Eredivisie     | 0     | 0     |
| 1971/72 | Go Ahead Eagles | Nederland | Eredivisie     | 1     | 0     |
| 1972/73 | Go Ahead Eagles | Nederland | Eredivisie     | 7     | 0     |
| 1973/74 | Go Ahead Eagles | Nederland | Eredivisie     | 25    | 0     |
| 1974/75 | Go Ahead Eagles | Nederland | Eredivisie     | 13    | 0     |
| 1975/76 | Go Ahead Eagles | Nederland | Eredivisie     | 23    | 0     |
| 1976/77 | Go Ahead Eagles | Nederland | Eredivisie     | 14    | 0     |
| 1977/78 | Go Ahead Eagles | Nederland | Eredivisie     | 11    | 0     |
| Totaal  | Totaal          | Totaal    | Totaal         | 106   | 0     |

## Erelijst
Als assistent-trainer
| Eredivisie           | 4x | 2010/11, 2011/12, 2012/13, 2013/14 |
| KNVB Beker           | 1x | 2006/07                            |
| Johan Cruijff Schaal | 2x | 2007, 2013                         |